# Type 98 So-Da
Il Type 98 So-Da è stato un trasporto truppe disarmato, impiegato dalla fine degli anni trenta dall'esercito imperiale giapponese.
Poco dopo che il tankette Type 97 Te-Ke era entrato in produzione, l'Ufficio Tecnico dell'Esercito ordinò di ricavarne un mezzo da trasporto per uomini e materiali. I progettisti privarono lo scafo del carro di torretta e sovrastruttura per disporre di uno spazio scoperto nella parte posteriore: con un equipaggio di due elementi, poteva portare 6 o 10 uomini oppure una tonnellata tra munizioni e rifornimenti vari. I comandi non giudicarono però troppo bene il veicolo, perché più lento rispetto agli autocarri e incapace di fornire quella mobilità necessaria alla guerra moderna. La produzione fu dunque decisamente contenuta, ma operò su tutti i fronti dove combatté l'esercito imperiale ed ebbe impiego anche come trattore d'artiglieria.